# Galactix
 (septembre 2011).
Si vous disposez d'ouvrages ou d'articles de référence ou si vous connaissez des sites web de qualité traitant du thème abordé ici, merci de compléter l'article en donnant les références utiles à sa vérifiabilité et en les liant à la section « Notes et références ».
Galactix est un jeu vidéo de shoot them up disponible en shareware créé par Scott Miller pour Cygnus Studios (Mountain King Studios). Ce jeu est sorti sous DOS.

## Scénario
L'histoire du jeu consiste à détruire une armée d'envahisseurs appelée Xidius qui tentent de détruire toutes les constructions sur Terre ainsi que d'asservir les humains.

## Système de jeu
Le jeu se joue au clavier ou à la souris. Dans ce jeu, l'écran est fixe, le joueur ne peut déplacer son vaisseau qu'en bas de l'écran (comme dans Space Invaders). Le joueur commence avec une arme simple et peut l'améliorer en capturant des bonus d'armes. Le joueur peut également utiliser des missiles et des bombes. Le jeu comporte 100 niveaux.

### Système de bonus
Le joueur doit attraper les bonus avec une pince avant qu'ils ne s'échappent de l'écran. On peut trouver comme bonus :
- Bonus M : Donne des missiles supplémentaires au joueur
- Bonus B : Donne des bombes supplémentaires au joueur
- Bonus S : Augmente la puissance de tir du joueur
- Bonus E : Donne de l'énergie supplémentaire au joueur